# Makyo
El término   'makyo'   ( 魔境   makyo?) es un término Zen que significa "cueva fantasma" o "cueva del diablo". Es una referencia figurativa a la clase de autoengaño que resulta de aferrarse a una experiencia y hacer un "nido" conceptual fuera de ella para uno mismo. Makyo es esencialmente sinónimo de ilusión, pero sobre todo en referencia a las experiencias que pueden ocurrir dentro de la práctica de la meditación.
En Los Tres Pilares del Zen de Philip Kapleau, Yasutani Roshi explicó el término como la combinación de ma (diablo) y kyo, el mundo objetivo. Este carácter de "diablo" también puede referirse a Mara, la figura "tentadora" budista; y el kyo puede significar simplemente región, estado o lugar. Makyo se refiere a las alucinaciones y distorsiones perceptivas que pueden surgir durante el curso de meditación y pueden ser confundidas por el practicante como "ver la verdadera naturaleza" o Kenshō. Los maestros Zen advierten a sus estudiantes de meditar ignorando la distorsión de los sentidos. Esta puede ocurrir en forma de visiones y distorsiones perceptivas, pero también pueden ser experiencias de absorción, estados de trance en blanco. En la escuela Zen, se entiende que ni la categoría de experiencia -por fascinante que puede ser- es una iluminación verdadera y definitiva.
La literatura contemplativa contiene numerosas descripciones de la distorsión de la percepción producida por la meditación. Se caracteriza en algunas escuelas como "ir al cine", una señal de intensidad espiritual sino un fenómeno que se considera claramente inferior a la clara visión de la práctica constante. En algunas escuelas hindúes es considerado como un producto de la sharira sukshma, o "la experiencia del cuerpo," en su estado inestable, y en ese sentido se ve que es otra forma de Maya, que es la naturaleza ilusoria del mundo como aprehendido por la conciencia ordinaria.
La literatura contemplativa tibetana utiliza el término paralelo nyam, que se divide en tres categorías, por lo general figuran como la claridad, la felicidad, y no conceptualidad. Existen muchos tipos de fenómenos de meditación que pueden ser clasificados bajo esta rúbrica, y generalmente están vinculados a la reorganización de las energías sutiles del cuerpo que puede ocurrir en la meditación. Ver Dudjom Lingpa, (citado en La Revolución de la Atención, de Allan Wallace) y Padmasambhava (en Tesoros del Juniper Ridge) para ejemplos más específicos. Robert Aitken Roshi clasifica el don de lenguas como "elaborar makyo" (Tomando el Camino del Zen).